# Virginie Razzano
Virginie Razzano (født 12. maj 1983 i Dijon, Frankrig) er en professionel tennisspiller fra Frankrig.